# 유아사 다이
유아사 다이(일본어: 湯浅 大, 2000년 1월 24일 ~ )는 일본의 프로 야구 선수이며, 현재 센트럴 리그인 요미우리 자이언츠의 소속 선수(내야수)이다. 군마현 도미오카시 출신이다.

## 생애

### 프로 입단 전
초등학교 2학년 때 연식 야구를 시작하여 중학교에서는 ‘도미오카 보이스’라는 소년 야구팀에 소속됐다.
다카사키 건강복지대학 다카사키 고등학교에 진학한 후 1학년 여름의 예선부터 대기 선수 명단에 들어갔고, 가을에는 주전 유격수로 고정됐다. 2학년 가을부터는 1번 타자 겸 주장을 맡아 제89회 선발 고등학교 야구 대회에 출전했지만 이듬해 2월에는 오른쪽 손목이 골절되는 부상을 당해 부상 이후에 있은 선발 고등학교 야구 대회에서 대주자나 수비 요원으로 출전했다. 3학년 여름에 있은 군마현 대회에 복귀하여 주로 7번 타자로 활약했고, 결승전에서는 마에바시 이쿠에이 고등학교에게 패하면서 준우승에 머물렀다. 1학년 후배로는 훗날 요미우리에서 팀 동료가 되는 야마시타 고타가 있다.
2017년도 프로 야구 드래프트 회의에서 요미우리 자이언츠로부터 8순위 지명을 받고 입단했다.

### 프로 입단 후
2018년에 1군 출전은 없었고, 이듬해 2019년 시즌 개막을 앞둔 3월 경에 허리 통증을 호소하여 전력에서 이탈하는 등 우여곡절 끝에 6월에 복귀했지만 마찬가지로 1군 출장 기회는 없었다.
2020년에는 시범 경기에서 타율 0.391의 좋은 성적을 남겼다. 하지만 같은 해 코로나19 감염 확산에 의한 시즌 개막이 대폭 연기됨에 따라 이후에 재개된 연습 경기에서도 좋은 성적을 남기는 등 처음으로 개막 1군 엔트리에 진입했다. 오프에는 등번호를 00으로 변경했다.

## 선수로서의 특징
- 광범위한 수비와 50미터 달리기를 6초 대에 주파할 정도의 빠른 발을 무기로 삼았다.[5]

## 상세 정보

### 출신 학교
- 다카사키 건강복지대학 다카사키 고등학교

### 선수 경력
- 요미우리 자이언츠(2018년 ~ )

### 개인 기록
- 첫 출장·첫 타석 : 2020년 6월 19일, 대 한신 타이거스 1차전(도쿄 돔), 7회말에 스가노 도모유키의 대타로 출장, 이와자키 스구루로부터 투수 앞 희생타
- 첫 도루 : 2020년 6월 20일, 대 한신 타이거스 2차전(도쿄 돔), 7회말에 2루 안착(투수: 오가와 잇페이, 포수: 하라구치 후미히토)
- 첫 선발 출장 : 2020년 6월 21일, 대 한신 타이거스 3차전(도쿄 돔), 1번·2루수로 선발 출장
- 첫 안타 : 2021년 6월 11일, 대 지바 롯데 마린스 1차전(ZOZO 마린 스타디움), 9회초에 나리타 가케루로부터 좌월 2루타
- 첫 홈런·첫 타점 : 2022년 6월 25일, 대 도쿄 야쿠르트 스왈로스 11차전(메이지 진구 야구장), 7회초에 사카모토 고시로로부터 좌중월 2점 홈런

### 등번호
- 93(2018년 ~ 2020년)
- 00(2021년 ~ )

### 연도별 타격 성적
| 연 도      | 소 속      | 경 기 | 타 석 | 타 수 | 득 점 | 안 타 | 2 루 타 | 3 루 타 | 홈 런 | 루 타 | 타 점 | 도 루 | 도 루 자 | 희 생 번 | 희 생 플 | 볼 넷 | 고 4 | 사 구 | 삼 진 | 병 살 타 | 타 율 | 출 루 율 | 장 타 율 | O P S |
| ---------- | ---------- | ----- | ----- | ----- | ----- | ----- | ------- | ------- | ----- | ----- | ----- | ----- | -------- | -------- | -------- | ----- | ---- | ----- | ----- | -------- | ----- | -------- | -------- | ----- |
| 2020년     | 요미우리   | 13    | 9     | 7     | 3     | 0     | 0       | 0       | 0     | 0     | 0     | 2     | 0        | 1        | 0        | 1     | 0    | 0     | 3     | 0        | .000  | .125     | .000     | .125  |
| 2021년     | 요미우리   | 33    | 13    | 13    | 6     | 5     | 1       | 0       | 0     | 6     | 0     | 1     | 1        | 0        | 0        | 0     | 0    | 0     | 1     | 0        | .385  | .385     | .462     | .846  |
| 2022년     | 요미우리   | 63    | 36    | 30    | 11    | 3     | 1       | 0       | 1     | 7     | 3     | 3     | 0        | 2        | 0        | 4     | 0    | 0     | 10    | 0        | .100  | .206     | .233     | .439  |
| 통산 : 3년 | 통산 : 3년 | 109   | 58    | 50    | 20    | 8     | 2       | 0       | 1     | 13    | 3     | 6     | 1        | 3        | 0        | 5     | 0    | 0     | 14    | 0        | .160  | .236     | .260     | .496  |

- 2023년 시즌 종료 기준.

### 연도별 수비 성적
| 연도 | 소속     | 2루   | 2루   | 2루   | 2루   | 2루   | 2루      | 3루   | 3루   | 3루   | 3루   | 3루   | 3루      | 유격  | 유격  | 유격  | 유격  | 유격  | 유격     |
| 연도 | 소속     | 경 기 | 척 살 | 보 살 | 실 책 | 병 살 | 수 비 율 | 경 기 | 척 살 | 보 살 | 실 책 | 병 살 | 수 비 율 | 경 기 | 척 살 | 보 살 | 실 책 | 병 살 | 수 비 율 |
| ---- | -------- | ----- | ----- | ----- | ----- | ----- | -------- | ----- | ----- | ----- | ----- | ----- | -------- | ----- | ----- | ----- | ----- | ----- | -------- |
| 2020 | 요미우리 | 4     | 1     | 3     | 0     | 0     | 1.000    | 3     | 1     | 3     | 0     | 0     | 1.000    | 2     | 0     | 1     | 0     | 0     | 1.000    |
| 2021 | 요미우리 | 11    | 6     | 14    | 0     | 2     | 1.000    | 5     | 0     | 0     | 0     | 0     | ----     | 7     | 1     | 6     | 0     | 1     | 1.000    |
| 2022 | 요미우리 | 11    | 9     | 6     | 0     | 0     | 1.000    | 4     | 1     | 0     | 0     | 0     | 1.000    | 32    | 15    | 26    | 1     | 5     | .976     |
| 통산 | 통산     | 26    | 16    | 23    | 0     | 2     | 1.000    | 12    | 2     | 3     | 0     | 0     | 1.000    | 41    | 16    | 33    | 1     | 6     | .980     |

- 2023년 시즌 종료 기준.